# Olgierd Obuchowicz

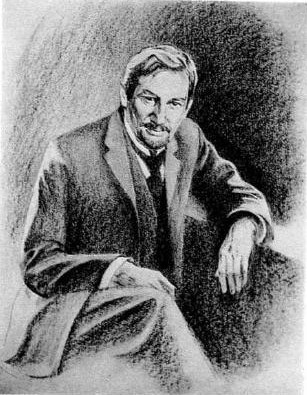
Portret Olgerda Obuchowicza autorstwa Michaiła Wiecika

Olgierd Ryszardowicz Bandynelli-Obuchowicz (biał. Альгерд Рышардавіч Абуховіч-Бандынэльлі; ur. 25 lipca (6 sierpnia) 1840 w Kałaciczach (powiat bobrujski), zm. 22 sierpnia 1898 w Słucku) – białoruski poeta, tłumacz.

## Życiorys
Olgierd Obuchowicz pochodził ze szlacheckiej rodziny połączonej linią żeńską z rodziną włoskiego hrabiego Bandinelli. W latach 1852–1854 uczył się w Słuckim Gimnazjum Kalwińskim, co wpłynęło na ukształtowanie się jego światopoglądu. Później, podczas jego podróży po Europie, a zwłaszcza gdy A. mieszkał w Genewie, jego zainteresowanie kalwinizmem wzrosło. Brał udział w Powstaniu styczniowym, za które został zesłany przez władze carskie na Syberię. Po powrocie zamierzał przekazać ziemię chłopom, ale z powodu sprzeciwu rodziny został zmuszony do opuszczenia majątku. W Słucku udzielał korepetycji, gdzie wokół niego gromadziła się twórcza młodzież i przyszli uczestnicy ruchu niepodległościowo-wyzwoleńczego, m.in. Jazep Dyła i Piotr Karpowicz.

## Twórczość
Był jednym z pierwszych autorów baśni białoruskiej literatury. Pisał w duchu krytycznego realizmu. Tłumaczył na język białoruski dzieła literatury polskiej, rosyjskiej i zachodnioeuropejskiej. Za życia nie miał możliwości publikowania swojej twórczości, a znana jest jedynie część jego utworów.
Prowadził dyskusję z Franciszkiem Bahuszewiczem o puryzmie i dialektalnej podstawie języka białoruskiego: przede wszystkim chodzi o to, aby słowa prawdziwie białoruskie, za pomocą naszej literatury, były na porządku dziennym. Nie ograniczam się tutaj wyłącznie do swojego dialektu, używając słów i zwrotów ogólnobiałoruskich… W końcu nie wiadomo jeszcze, który białoruski dialekt zwycięży.